# مبارك رشتيه البلوشي
مبارك رشتيه (مواليد 28 يناير 1984) هو لاعب كرة قدم قطري يلعب في خط الوسط .
لعب سابقاً مع أندية الريان والسيلية و الأهلي وقطر و أم صلال والشحانية .

## روابط خارجية
- مبارك رشتيه البلوشي على موقع قاعدة بيانات كرة القدم.إي يو (الإنجليزية)
- مبارك رشتيه البلوشي على موقع ناشيونال فوتبول تيمز (الإنجليزية)
- مبارك رشتيه البلوشي على موقع Soccerway.com (الإنجليزية)